# Fünf Sterne deluxe
Fünf Sterne deluxe var en tyskspråkig hiphopgrupp från Hamburg. Gruppen bildades 1997 och bestod utöver rapparna Das Bo (Mirko Bogojevic) och Tobi Tobsen (Tobias Schmidt), av den grafiska designern Marcnesium (Marc Clausen), och diskjockeyn DJ Coolmann (Mario Cullmann). De släppte två fullängdsalbum och ett antal singlar innan DJ Coolmann lämnade projektet 2003. De kvarvarande medlemmarna fortsatte uppträda fram till 2004, när gruppen formellt upplöstes.